# 콥토클라바
콥토클라바(Coptoclava)는 백악기 전기 지층에서 발견되는 수서 딱정벌레의 일종이다. 유충과 성충의 화석이 둘 다 알려져 있다. 화석은 대한민국, 중국, 몽골, 러시아의 민물 퇴적층에서 산출된다.

## 유충
콥토클라바 유충은 전반적으로 봤을 때 몸통이 원통형이며 다리가 길다. 머리는 작으며, 가슴마디 중 가장 앞 마디가 유달리 넓고 가외가 둥글다. 배의 뒷쪽 끝에는 한 쌍의 돌기가 길게 나 있다. 

## 성충
성충은 물방개와 같은 타원형의 모습을 한다. 턱이 강력한 포식자로, 맨 앞 다리가 길곡 가늘어 이를 먹이를 잡을 때에 썼다. 그 뒤의 두 쌍의 다리는 노처럼 생겨 이를 물 속에 휘저어 헤엄을 쳤다. 겹눈은 두 쌍이 있다고 생각되었으나, 최근에는 한 쌍만이 있다고 여겨진다. 

## 한국의 콥토클라바
콥토클라바는 유충과 성충이 경상 누층군의 진주층에서 산출된다. 롱기포다종과는 연대가 다르며, 성충의 모습이 더 홀쭉하고 곧은 편이기에 롱기포다종으로 동정하는 것은 섣부드라 판단되어, 임의적으로 미지의 종(Coptoclava sp.)로 분류하였다. 콥토클라바 롱기포다로 동정된 화석들 중에는, 모습이 세부적으로 다른 것들이 많은데, 이것들은 아마 롱기포다종과는 다른 종일 수도 있다. 고로 콥토클라바 롱기포다는 여러 다른 종이 묶인 종 복합체(species complex)로 여겨지며, 진주층의 콥토클라바를 비롯한 콥토클라바 분류를 정리하기 위해서는 후대 학자들의 많은 노력이 필요하다.

## 참고 문헌
1. ↑  Ping, C (1928). “Study of the Cretaceous fossil insects of China”. 《Palaeontologica Sinica》 13: 1-56.
2. ↑  Zhao, Xianye; Zhao, Xiangdong; Jarzembowski, Edmund A.; Chen, Lei; Wang, Bo (2018년 12월). “First record of adult Coptoclava longipoda Ping (Coleoptera: Coptoclavidae) from the Lower Cretaceous of Laiyang, China”. 《Cretaceous Research》 (영어) 92: 205–209. doi:10.1016/j.cretres.2018.08.013.
3. ↑  “Preliminary research on the aquatic coleopteran, Coptoclava from the Early Cretaceous Jinju Formation”. 《Journal of the geological society of Korea》. 2013년 12월 31일. doi:10.14770/jgsk.2013.49.6.617.